# Nicolas Rostov
Le comte Nicolas Ilitch Rostov (russe : Николай Ильич Ростов) est un personnage du roman Guerre et Paix de Léon Tolstoï.
Fils du comte et de la comtesse Rostov et frère de Véra, Natacha et Pétia, il est tout comme Natacha un personnage vivant et parfois désinvolte. Son enthousiasme pour la guerre et l'admiration inconditionnelle qu'il voue au tsar le pousse à s'engager dans les hussards où il rencontre son futur ami Denissov.
Peu à peu, il considère son engagement dans l'armée avec plus de maturité, sans pour autant remettre en cause les structures militaires et sociales (à l'inverse d'André Bolkonsky ou de Pierre Bézoukhov). Il refuse ainsi la compromission, attitude qui le séparera de son ami Boris Doubretskoi. Son caractère s'étoffe au contact de la pieuse princesse Marie Bolkonskaïa, pour laquelle il délaisse Sonia Rostova, son amour de jeunesse. Refusant, un temps seulement, de s'unir à Marie, il s'efforcera de rembourser les dettes de la famille Rostov en rentabilisant le domaine des Bolkonsky.